# 克劳特海姆
克劳特海姆（德語：Krautheim，發音：[ˈkʁaʊthaɪm] ⓘ）是德国巴登-符腾堡州斯图加特行政区霍恩洛厄县的城市，面积52.9平方千米，2023年12月31日人口为4,643人。